# Gastrosaccus brevifissura
Gastrosaccus brevifissura is een aasgarnalensoort uit de familie van de Mysidae. De wetenschappelijke naam van de soort is voor het eerst geldig gepubliceerd in 1952 door O. Tattersall.